# Kleinbundenbach
Kleinbundenbach est une municipalité de la Verbandsgemeinde Zweibrücken-Land, dans l'arrondissement du Palatinat-Sud-Ouest, en Rhénanie-Palatinat, dans l'ouest de l'Allemagne.